# إدوارد هانسون
إدوارد هانسون (بالإنجليزية: Edward Hanson) هو ضابط أمريكي، ولد في 12 فبراير 1889 في ألكساندريا في الولايات المتحدة، وتوفي في 18 أكتوبر 1959 في لاهويا في الولايات المتحدة.